# Лиса Гора (Івано-Франківський район)
Лиса Го́ра — село в Україні, Тлумацької міської громади Івано-Франківського району Івано-Франківської області. Населення становить 294 особи (станом на 2001 рік). Село розташоване на півночі Тлумацької міської громади Івано-Франківського району, за 5,7 кілометра від центру громади.
Відповідно до Розпорядження Кабінету Міністрів України від 12 червня 2020 року № 714-р «Про визначення адміністративних центрів та затвердження територій територіальних громад Івано-Франківської області» увійшло до складу Тлумацької міської громади.

## Географія
Село Лиса Гора лежить за 5,7 км на північний схід від центру громади, фізична відстань до Києва — 407,7 км.
| Клімат Лисої Гори       | Клімат Лисої Гори | Клімат Лисої Гори | Клімат Лисої Гори | Клімат Лисої Гори | Клімат Лисої Гори | Клімат Лисої Гори | Клімат Лисої Гори | Клімат Лисої Гори | Клімат Лисої Гори | Клімат Лисої Гори | Клімат Лисої Гори | Клімат Лисої Гори | Клімат Лисої Гори |
| Показник                | Січ.              | Лют.              | Бер.              | Квіт.             | Трав.             | Черв.             | Лип.              | Серп.             | Вер.              | Жовт.             | Лист.             | Груд.             | Рік               |
| Середній максимум, °C   | −1                | 0,6               | 5,7               | 13,7              | 19,4              | 22,4              | 23,7              | 23,2              | 19,1              | 13,3              | 6,1               | 1,2               | 12,3              |
| Середня температура, °C | −4,3              | −2,6              | 1,8               | 8,6               | 13,9              | 17,0              | 18,3              | 17,7              | 13,9              | 8,6               | 3,0               | −1,6              | 7,9               |
| Середній мінімум, °C    | −7,5              | −5,8              | −2,1              | 3,5               | 8,4               | 11,7              | 13,0              | 12,3              | 8,7               | 3,9               | 0,0               | −4,3              | 3,5               |
| Норма опадів, мм        | 32                | 31                | 34                | 53                | 81                | 97                | 99                | 73                | 54                | 37                | 37                | 40                | 668               |
| ----------------------- | ----------------- | ----------------- | ----------------- | ----------------- | ----------------- | ----------------- | ----------------- | ----------------- | ----------------- | ----------------- | ----------------- | ----------------- | ----------------- |
| Джерело:                |                   |                   |                   |                   |                   |                   |                   |                   |                   |                   |                   |                   |                   |

## Населення
Станом на 1989 рік у селі проживало 298 осіб, серед них — 142 чоловіки і 156 жінок.
За даними перепису населення 2001 року у селі проживали 294 особи. Рідною мовою назвали:
| Мова       | Кількість осіб | Відсоток |
| ---------- | -------------- | -------- |
| українська | 294            | 100,00%  |

## Політика
Голова сільської ради — Налисник Богдан Іванович, 1973 року народження, вперше обраний у 2006 році. Інтереси громади представляють 16 депутатів сільської ради:
| Партія        | Кількість депутатів | Відсоток |
| ------------- | ------------------- | -------- |
| самовисування | 16                  | 100,00%  |